# Lithocarpus konishii
Lithocarpus konishii (Hayata) Hayata – gatunek roślin z rodziny bukowatych (Fagaceae Dumort.). Występuje naturalnie w Chinach (we wschodniej części wyspy Hajnan) oraz środkowym i południowym Tajwanie. 

## Morfologia
PokrójZimozielone drzewo dorastające do 5 m wysokości.
LiścieBlaszka liściowa jest nieco skórzasta i ma owalny, odwrotnie jajowaty lub eliptyczny kształt. Mierzy 4–9 cm długości oraz 1–4 cm szerokości, jest delikatnie ząbkowana na brzegu, ma klinową nasadę i ostry lub ogoniasto spiczasty wierzchołek. Ogonek liściowy jest nagi i ma 5–15 mm długości.
OwoceOrzechy o kulistawym kształcie, dorastają do 10–18 mm długości i 20–30 mm średnicy. Osadzone są pojedynczo w miseczkach w kształcie talerza, które mierzą 4–8 mm długości i 15–25 mm średnicy. Orzechy otulone są w miseczkach do 35–65% ich długości.

## Biologia i ekologia
Rośnie w wiecznie zielonych. Występuje na wysokości do 1600 m n.p.m. Kwitnie od kwietnia do sierpnia, natomiast owoce dojrzewają od sierpnia do października.